# Baltimore Blades
Die Baltimore Blades waren ein Eishockeyteam aus Baltimore, Maryland, das von Januar bis Mai 1975 in der nordamerikanischen World Hockey Association (WHA) aktiv war. Nach der Auflösung der Michigan Stags übernahmen die Blades die Spieler und spielten die Saison für das aufgelöste Team zu Ende.

## Geschichte
Auf Grund zu geringen Zuschauerinteresses war kurz vor Gründung der Baltimore Blades das AHL-Team der Baltimore Clippers aufgelöst worden. Die WHA suchte kurzfristig nach einem Standort für ein Nachfolgeteam der in Konkurs gegangenen Michigan Stags, das in die laufende WHA-Saison einsteigen sollte. Spielort war das 11.000 Zuschauer fassende Baltimore Civic Center.
Unter diesen Voraussetzungen durfte man nicht überrascht sein, das es auch den Blades, die sportlich bereits in Detroit nicht überzeugen konnten, nicht gelang, einen großen Zuschauerzuspruch zu gewinnen. Die Blades mussten ihre ersten fünf Spiele auswärts bestreiten, die alle verloren gingen. Auch bei den ersten drei Heimspielen blieben sie sieglos. Das Auswärtsspiel bei den Houston Aeros brachte am 11. Februar 1975 den ersten Sieg, auf diesen folgten zehn Niederlagen in elf Spielen. Erst dann gelangen vereinzelte Erfolge. Man brachte die Saison zu Ende und versuchte das Team zu verkaufen. Vielversprechende Gespräche führte man mit Interessenten aus Seattle, doch als aus dem Verkauf nichts wurde, löste man das Franchise auf.